# Stephen Jeremy Barrett
Sir Stephen Jeremy Barrett, KCMG (* 4. Dezember 1931) ist ein ehemaliger britischer Diplomat.

## Leben
Stephen Jeremy Barrett besuchte die Westminster School, London, und studierte am Christ Church College an der University of Oxford. Er trat 1955 in den Auswärtigen Dienst ein und heiratete 1958 Alison Mary Irvine, gemeinsam haben sie drei Söhne.
Vom 4. Mai 1957 bis 1959 war er in Nikosia Botschaftssekretär zweiter Klasse und anschließend bis 1962 politischer Berater der britischen Militärkommandantur in Berlin. Danach arbeitete er bis 1965 im Foreign Office. Von 1965 bis 1968 leitete er die Konsularbereich der Botschaft in Helsinki, um anschließend abermals bis 1972 im Foreign and Commonwealth Office beschäftigt zu sein. Leiter des Konsularbereich der Botschaft in Prag war er zwei Jahre von 1972 bis 1974. Danach wurde er Principal Private Secretary des Außenministers. Von 1978 bis 1981 fungierte er als Botschaftsrat in Ankara.
Die britische Regierung hatte den Gebäudekomplex der Britischen Botschaft in Teheran 1980 an das Königreich Schweden als Schutzmacht übergeben. Diese schwedische Botschaft beherbergte in der Folge die British Interests Section. Stephen Jeremy Barrett leitete 1981 die British Interests Section, als er am 31. Dezember 1981 als Companion in den Order of St. Michael and St. George aufgenommen wurde. Vom 14. August 1985 bis 1988 war er Botschafter in Prag und dann bis 1991 Botschafter in Warschau.